# Рубанов, Анатолий Владимирович
Руба́нов Анатолий Владимирович (род. 17 февраля 1958, Минск) — советский, белорусский философ и социолог, профессор, доктор социологических наук.

## Биография
Родился 17 февраля 1958 года в Минске.
Выпускник исторического факультета Белорусского государственного университета. После окончания Белорусского государственного университета в 1981 году некоторое время занимался преподавательской деятельностью в университете, откуда был призван для прохождения срочной службы в Военно-Морской Флот СССР.
С 1985 года являлся старшим научным сотрудником Минского института культуры. С 1988 года работал в Академии наук Беларуси: сначала в Институте философии и права, потом — в Институте социологии, с 1995 — ведущий научный сотрудник этого института. В 1988 году защитил диссертацию на соискание учёной степени кандидата философских наук на тему «Творческая активность молодого инженера в условиях научно-технического прогресса»", в 1994 — диссертацию на соискание учёной степени доктора социологических наук на тему «Социальный субъект: мотивы и деятельность» . С 1999 по 2006 год — первый заместитель директора Минского НИИ социально-экономических и политических проблем. С февраля 2006 года по январь 2016 года работал деканом факультета философии и социальных наук Белорусского государственного университета. С февраля 2016 года — профессор кафедры социологии   Белорусского государственного университета. Одновременно с 2007 года — главный редактор журнала «Философия и социальные науки», а после его переименования — «Журнала Белорусского государственного университета. Философия. Психология». Автор более 300 научных публикаций.

## Сфера научных интересов
- Механизмы, тенденции и перспективы развития общества
- Стратегическое планирование и управление
- Жизненные смыслы и мотивы поведения человека
- Мудрость жизни
- Творчество
- Красота

## Основные научные труды
- Социальное развитие: энерго-институциональный подход. Минск: Институт социологии АН Беларуси, 1994. https://ffsn.bsu.by/images/ffsn/dekanat/doc/dekan/%D0%A0%D1%83%D0%B1%D0%B0%D0%BD%D0%BE%D0%B2_%D0%A1%D0%BE%D1%86%D0%B8%D0%B0%D0%BB%D1%8C%D0%BD%D0%BE%D0%B5_%D1%80%D0%B0%D0%B7%D0%B2%D0%B8%D1%82%D0%B8%D0%B5.pdf
- Социальный субъект: мотивы и деятельность. Минск: Институт социологии АН Беларуси, 1994.  https://ffsn.bsu.by/images/ffsn/dekanat/doc/dekan/socialniy_subekt_rubanov.pdf
- Механизмы массового поведения. Минск: Институт социологии НАН Беларуси, 2000. https://ffsn.bsu.by/images/ffsn/dekanat/doc/dekan/mehanizmi_massovogo_povedeniya_rubanov.pdf
- К новой стратегии социального развития. Минск: МНИИСЭПП, 2002.  https://ffsn.bsu.by/images/ffsn/dekanat/doc/dekan/k_novoy_strategii_soc_razvitiya_rubanov.pdf
- Стратегический план устойчивого развития Минска на период до 2020 года. Минск: Юнипак, 2005 (в соавторстве).  https://ffsn.bsu.by/ru/fakultet/personalnye-stranitsy/kaf-soc/21-rubanov-av/25-rubanov-av-pub.html
- Минчане в начале XXI века: социально-экономический и психологический портрет. Минск: МНИИСЭПП, 2006 (в соавторстве). https://ffsn.bsu.by/images/ffsn/dekanat/doc/dekan/minchane_v_nachale_21v.pdf
- Социальная онтология и социальная теория. Философия и социальные науки. 2010. № 1. С. 83-90. https://elib.bsu.by/bitstream/123456789/7969/1/pages%20from%20ph%26ss_2010-1.%2083-90pdf.pdf
- Социология массового поведения. Минск: БГУ, 2011. https://elib.bsu.by/bitstream/123456789/38299/1/Rubanov.pdf
- Эмоции в массовом поведении. Философия и социальные науки. 2013. № 2. С. 65-72. https://elib.bsu.by/bitstream/123456789/49772/1/pages%2065-72%20Rubanov.pdf
- Социальные воззрения Аристотеля. Философия и социальные науки. 2016. № 3. С. 45-49. https://elib.bsu.by/bitstream/123456789/165484/1/45-49.pdf
- Основы теоретической социологии. Минск: БГУ. 2018. https://www.researchgate.net/publication/354200878_Osnovy_teoreticeskoj_sociologiihttps://elib.bsu.by/bitstream/123456789/196232/1/Rubanov_Osnovy.pdf
- Социальное развитие: поиск новых парадигм. Журнал Белорусского государственного университета. Философия. Психология. 2018. № 1. С. 21-30. https://elib.bsu.by/bitstream/123456789/195034/1/21-30.pdf
- Свобода и справедливость в поведении людей: социально-исторический очерк. Журнал Белорусского государственного университета. Социология. 2018. № 1. С. 4-11. https://elib.bsu.by/bitstream/123456789/196967/1/4-11.pdf
- Ценности осевого времени. Журнал Белорусского государственного университета. Философия. Психология. 2019. № 2. С. 4-8. https://elib.bsu.by/bitstream/123456789/232238/1/4-8.pdf
- Мудрость жизни в афоризмах мыслителей древности и Нового времени. Журнал Белорусского государственного университета. Философия. Психология. 2020. № 3. С. 37-46. https://elib.bsu.by/bitstream/123456789/253803/1/37-46.pdf

- Самоценность жизни или культ средства: ценностная альтернатива. Журнал Белорусского государственного университета. Философия. Психология. 2021. № 1. С. 4-9. https://elib.bsu.by/bitstream/123456789/259771/1/4-9.pdf

- Мотивы, смыслы и способ жизни человека: теоретико-историческая реконструкция. Журнал Белорусского государственного университета. Философия. Психология. 2021. № 3. С. 67-72. https://elib.bsu.by/bitstream/123456789/274581/1/67-72.pdf
- Социология творчества. Минск: БГУ. 2022.    https://www.researchgate.net/publication/359188738_Sociologia_tvorcestvahttps://www.academia.edu/73746100/%D0%A1%D0%BE%D1%86%D0%B8%D0%BE%D0%BB%D0%BE%D0%B3%D0%B8%D1%8F_%D1%82%D0%B2%D0%BE%D1%80%D1%87%D0%B5%D1%81%D1%82%D0%B2%D0%B0 https://elib.bsu.by/bitstream/123456789/297143/1/4-8.pdf
- Бюрократия как социальный феномен. Вестник Института социологии. 2022. № 3. С. 108-121. https://www.vestnik-isras.ru/files/File/Vestnik_2022_42/Rubanov_108-121.pdf
- Мудрость жизни: история поиска. Минск: 2022.  https://www.researchgate.net/publication/365653232_Mudrost_zizni_istoria_p
- Мудрость царя Соломона.  Журнал Белорусского государственного университета. Философия. Психология. 2023. № 1. С. 4-8.https://elib.bsu.by/bitstream/123456789/297143/1/4-8.pdf https://www.academia.edu/73810631/%D0%9C%D1%83%D0%B4%D1%80%D0%BE%D1%81%D1%82%D1%8C_%D1%86%D0%B0%D1%80%D1%8F_%D0%A1%D0%BE%D0%BB%D0%BE%D0%BC%D0%BE%D0%BD%D0%B0 https://www.researchgate.net/publication/359208761_Mudrost_cara_Solomona
- Стоическая мудрость Сенеки.  Журнал Белорусского государственного университета. Философия. Психология. 2023. № 2. С. 4-14. hhttps://elib.bsu.by/bitstream/123456789/301678/1/4-14.pdf ttps://www.researchgate.net/publication/362644409_STOICESKAA_MUDROST_SENEKI_THE_STOIC_WISDOM_OF_SENECA
- Мудрость Золотого века ислама.  Журнал Белорусского государственного университета. Философия. Психология. 2023. № 3. С. 4-12.https://elib.bsu.by/bitstream/123456789/308138/1/4-12.pdf https://www.researchgate.net/publication/377969127_Mudrost_Zolotogo_veka_islama_The_Wisdom_of_the_Golden_Age_of_Islam
- Современная социология. Минск, БГУ, 2023. 399 с. https://elib.bsu.by/handle/123456789/311897
- Мудрость М. Монтеня в книге "Опыты". Журнал Белорусского государственного университета. Философия. Психология. 2024. № 1. С. 4-15.https://elib.bsu.by/bitstream/123456789/311796/1/4-15.pdf
- Красота и творчество. Минск, 2024. https://www.researchgate.net/publication/380813507_Krasota_i_tvorcestvo_Beauty_and_creativity
- Мудрость Ф. Ларошфуко в книге "Максимы и моральные размышления". Журнал Белорусского государственного университета. Философия. Психология. 2024. № 2. С. 37-46. https://elib.bsu.by/bitstream/123456789/318688/1/37-46.pdf
- Мудрость Вольтера. Журнал Белорусского государственного университета. Философия. Психология. 2024. № 3. С. 4-9. https://elib.bsu.by/bitstream/123456789/324208/1/4-9.pdf
- Духовно-социальные основы созидательной деятельности Правителя Дубая шейха Мохаммеда ибн Рашида Аль Мактума // Вестник Башкирского государственного педагогического университета им. М. Акмуллы. Серия: Социально гуманитарные науки. 2024. № 4. С. 4-14.